# Чибала, Брюно
Брюно Чибала Нзензе (фр. Bruno Tshibala Nzenze, 20 февраля 1956, Гандажика) — конголезский политический и государственный деятель. С апреля 2017 года по сентябрь 2019 года занимал должность премьер-министра.

## Биография
Чибала начал заниматься политической деятельностью в возрасте 25 лет во время учёбы в университете. Был противником режима Мобуту. В декабре 1980 года был одним из тринадцати авторов письма Мобуту с просьбой о начале демократических реформ. В феврале 1982 года вместе с Этьеном Чисекеди основал «Союз за демократию и социальный прогресс».
9 октября 2016 года был арестован в аэропорту Киншасы по обвинению в организации демонстраций 19 и 20 сентября, повлекших за собой беспорядки. Освобождён из под стражи 29 ноября.
8 апреля 2017 года указом президента страны Жозефа Кабила назначен на должность премьер-министра.
В апреле 2019 года оставил этот пост.